# Nuno José Gonçalves Luis
Nuno José Gonçalves Luis, més conegut com a Nuno Luis (Vila Franca de Xira, 15 de gener de 1975) és un exfutbolista portuguès, que ocupava la posició de defensa.
Format al planter de l'Sporting de Lisboa, a la campanya 93/94 debuta professionalment amb l'Académica de Coimbra. L'any següent fitxa pel SC Campomaiorense, equip en el qual hi roman durant quatre temporades.
Entre 1998 i 2001 milita a la UD Salamanca sense massa reeixida. De nou al seu país, després d'una temporada al Nacional, retorna a l'Académica entre 2002 i 2007. Es retira el 2008, després d'haver disputat la darrera campanya a les files del club xipriota Omonia Nicosia.